# Never Close Our Eyes
«Never Close Our Eyes» — второй сингл американского певца Адама Ламберта из второго студийного альбома «Trespassing», релиз которого состоялся 15 мая 2012 года.

## История сингла
Песня была «слита» в Интернет в исполнении Бруно Марса, после чего многие подумали, что будет дуэт. После этих слухов Адам написал в свой твиттер: 
Это слухи. Бруно Марс написал мне песню, но это не дуэт. Я один поюАдам Ламберт
 12 марта 2012 RCA Records опубликовали отрывок песни исполненный Адамом. 17 апреля 2012 сингл поступил в продажу в магазинах iTunes, Amazon.

## Список композиций
- Digital download[3]

1. "Never Close Our Eyes" – 4:08

## Чарты
| Chart (2012)                               | Peak position |
| ------------------------------------------ | ------------- |
| Austria (Ö3 Austria Top 40)                | 56            |
| Бельгия/Фландрия (Ultratip Bubbling Under) | 14            |
| Canada (Canadian Hot 100)                  | 62            |
| Finnish Download Chart                     | 11            |
| Венгрия (Rádiós Top 40)                    | 31            |
| Japan (Japan Hot 100)                      | 9             |
| New Zealand (RIANZ)                        | 24            |
| Великобритания (OCC UK Singles)            | 17            |
| US Hot Dance Club Songs (Billboard)        | 6             |
| US Adult Pop Songs (Billboard)             | 35            |